# Христо Пощаков
Христо Димитров Пощаков е български писател.

## Биография и творчество
Роден е в Павликени на 22 септември 1944 г. През 1974 г. завършва висше образование в Техническия университет в София със специалност машинен инженер.
В периода 1979 – 1984 г. работи като технически съветник в Министерството на хранителната промишленост в Хавана, Куба. От 1995 до 1996 г. е управител на холдинг „Агпромстрой“ в град Монтана, а от 1997 до 1998 г. е управител на автобусна фирма „ГРУП“. През следващата година работи като заместник-председател на борда на директорите на „Балкан-прес“ в София. До 1998 г. е щатен преводач от английски, испански и руски език в преводаческа къща „Сара“ в София. През 2008 г. се пенсионира, но продължава да се занимава с преводи и литературно творчество.
Христо Пощаков е пръв председател на фондация „Фантастика“.
С литературна дейност се занимава от 1984 г., предимно в областта на научната фантастика. Автор на осем книги, от които четири романа и четири сборника с разкази. Първият му фантастичен разказ „Да отидем на гости“ се публикува в списание „НТ за младежта“ през 1987 г., а през следващата година в същото списание е публикуван и разказът му „Трансформация“. Следват публикации на негови разкази в списанията „Криле“, „Съвременник“ (4 разказа), „Фантастика“, „Други светове“, „Фантастични истории“, „ФЕП“, „Усури“, „Наука и техника“ и вестниците „Орбита“, „Пловдивски глас“ (18 разказа под псевдонима Кристофър Поустман), „Литературен форум“, „Литературен вестник“ и други, в антологии като „Нова българска фантастика“, „Ваяния“ и сборниците на издателство „Аргус“ („Хоризонти“) и авторски сборници. Броят на публикуваните му разкази достига около 130. Част от произведенията му са преведени и издадени на английски, руски, унгарски, испански, френски, португалски, румънски, гръцки и италиански език.
Умира на 28 март 2020 г. в Мадрид, Испания.

## Награди

### Български
- Конкурс на вестник „Орбита и АЕЦ Козлодуй“ през 1988 г. за разказа му „Дежурство на Титан“.
- От радио „Христо Ботев“, 1993 г. за разказа му „Не искам да ми се доверяват“, драматизиран.
- От издателство „Аргус“, за разказите му „Играта“ (сборник „Дивни хоризонти“, 2005) и „Апаратът на реалностите“ („Ведри хоризонти“, 2006 г.)

### Международни
- „Еврокон 1994“, за книгата му „Дежурство на Титан“ в Тимишоара, Румъния, през 1994 г.

## Публикувани книги в България
- „Карма“, изд. „Плеяда“, 1992, сборник разкази, съвместно с Иван Хаджиев.
- „Дежурство на Титан“, изд. „Орфия“, 1993, сборник разкази и новели.
- „Приключения в Дарвил“, изд. „Мартилен“, 1996 г., роман и разкази.
- „Нашествието на грухилите“, изд. „Литературен форум“, 1997 г., роман.
- „Планетата на Скъли“, изд. „Орфия“, 2001 г., сборник разкази и новели.
- „Меч, мощ и магия“ (под псевдоним Кристофър Поустман), изд. „Елф“, 2003 г., роман.
- „Генератор на реалности“, изд. „Аргус“, 2004 г., сборник разкази и новели.
- „Търговска одисея“ (в антология „Ваяния 2006“), изд. „Еги“, 2007 г., повест.
- „Завладяването на Америка“, изд. „Аргус“, 2008 г., роман.
- „Инвазия“, изд. „Делакорт“, 2011 г., сборник разкази и новели.

## Публикации в чужбина

### На руски език
- Списание „Мега“, Санкт Петербург, 1998 г.: „Трансформация“, разказ.
- Списание „Если“, Москва, бр.5, 2001 г.: „Так будет справедливо, Боткин“, разказ.
- Списание „Юный техник“, 2000 г.: „Кто ходит в гости по утром“, разказ.
- Вестник „Гном“, 2000 г.: „Купите вечность!“ и „Смерть, которая успокаивает“, разкази.
- „Меч, магия и челюсти“, изд. „Альфа книга“, Москва, 2005 г., роман.
- „Казачьи сказки“, сборник разкази, изд. „Альфа книга“, Москва, 2006 г.: „Кто ходит в гости по утром“, „Купите вечность!“, „Шоу должно продолжаться“, „Смерть, которая успокаивает“, „Так будеть справедливо, Боткин“, разкази.
- Списание „Знание-сила“, бр. 2, 2007 г.: „Представление“, разказ.
- „Дневник кота с лимонадным именем“, сборник разкази, изд. „Армада-Альфа книга“, Москва, 2007 г.: „Генератор реальностей“, „Изключение из Дарвина“, разкази.
- „Чего хотят демоны“, сборник разкази, изд. „Армада-Альфа книга“, Москва, 2008 г.: „Нашествие“, разказ.
- „Не надо Азриела“, сборник разкази, изд. „Армада-Альфа книга“, 2009 г.: „Генератор счастья“, „Игра“, „Планета Скали“, разкази.
- „Гаси Америку“, изд. „Армада-Альфа книга“, 2009 г., роман.

### На английски език
- Електронно списание „Маг“, 2005 г.: „Силата на молбата“, разказ.
- Електронно списание „Оушънс ъв дъ майнд“, 2006 г.: „Още десет хиляди долара“, новела.
- Електронно списание „Фантазм“, Дания, 2006 г.: „Дежурство на Титан“, „Преградата“, „Грешката“, „Невероятна история“, „Представление“, „Обсадата“, разкази; „Развитие на българската фантастика“, статия.
- Списание „Ню реалитис“, бр. 2, САЩ, 2006 г.: „Обсадата“, разказ.

### На френски език
- „Световна антология на научната фантастика“, изд. „Л’Аталант“, Нант, 2004 г.: „Така е справедливо, Боткин“, разказ.
- Списание „Презенс Д’Есприт“: „Дежурство на Титан“, разказ.
- Електронно списание „Пажесперс“, 2009 г.: „Силата на молбата“, „Една секунда по-рано, една секунда по-късно“, „Грешката“, разкази.

### На унгарски език
- Списание „Елетюнк“, бр. 9, 1999 г.: „Големият ужас“, разказ.

### На испански език
- „Индустрия, светлина и магия“, изд. „Библиополис“, Мадрид, 2006 г., роман.
- „Трансформация“, изд. „Неверланд Едисионес“, Мадрид, 2006 г., сборник разкази.
- Списание „Сабле“, Испания, Сарагоса: „Трансформация“ (бр. 4) и „Невероятна история“ (бр. 5), разкази.
- Списание „Галаксиа“, бр. 18, Мадрид, Испания: „Преградата“, разказ.
- Електронно списание „Аксон“, бр. 148, Аржентина: „Никога не е късно за нови беди“, разказ.
- Електронно списание „Аксон“, бр. 166, септември 2006, Аржентина: „Развитие на българската фантастика“, статия.
- Електронно списание „Алфа Еридани“, 2009 г.: „Катя“, „Инвазия“, „Планетата на Скъли“, разкази.

### На гръцки език
- Списание „9“, Атина, ноември 2005 г.: „Представление“, разказ.
- Списание „9“, Атина, декември 2005 г.: „Обсадата“, разказ.
- Списание „9“, Атина, март 2007 г.: „Колко прави две плюс две?“, разказ.

### На португалски език
- Елекронно списание „Енигма“, Португалия, 2005 г.: „Развитие на българската фантастика“, статия.

### На датски език
- Списание „Проксима“, бр. 85, 2007 г., Копенхаген, Дания: „Развитие на българската фантастика“, статия.

### На румънски език
- Списание „Фиктион“, 2008 г.: „Никога не е късно за нови беди“, разказ.

### На италиански език
- Електронно списание „Едициони де ла вигна“, 2009 г.: „Големият ужас“, разказ.